# Chaseella pseudohydra
Chaseella pseudohydra là một loài lan biểu sinh duy nhất trong chi Chaseella trong họ Lan.. Đây là loài đặc hữu của Honde và Haroni các thung lũng của Zimbabwe.